# ارنست دلوخ
ارنست دلوخ (آلمانی: Ernst Deloch؛ زادهٔ ۱۷ مهٔ ۱۸۸۶ - درگذشته نامشخص) سوارکار پرش اهل آلمان بود.